# Número guía

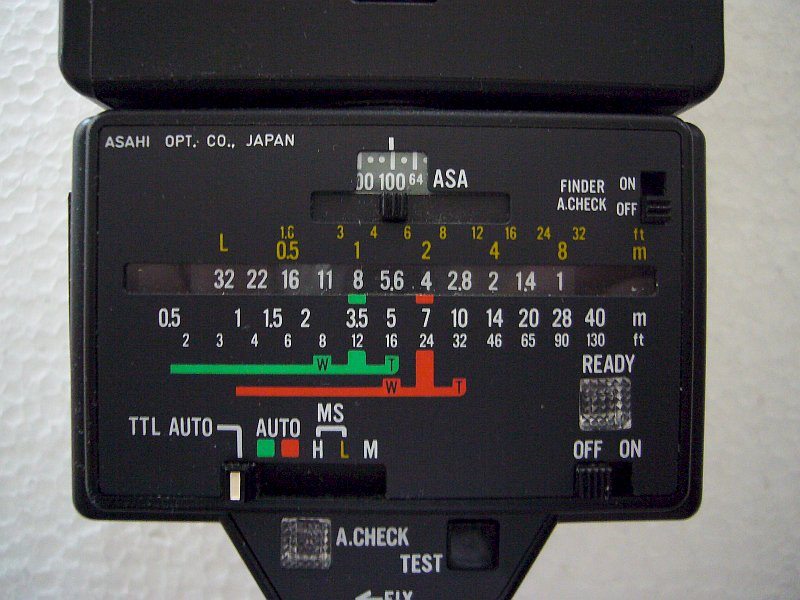
Ajustes posibles de número-f (primera fila blanca) y distancia a la escena (segunda fila blanca) para un flash con NG=28.

En fotografía, el número guía de un flash electrónico es una manera de valorar la intensidad de destello de un flash. Está basado en dos conceptos: la ley inversa del cuadrado, que explica que una iluminación a distancia doble es la cuarta parte de intensa; y que un número f de la mitad de valor significa una imagen cuatro veces más luminosa. Con estas dos ideas, se puede explicar que para un mismo flash, el número f multiplicado por la distancia a la escena es un número constante para una misma emulsión. Por ello ese número equivale al valor de la máxima distancia (expresada en metros o pies) entre el flash (a máxima potencia en caso de poder regularse) y la escena u objeto a fotografiar, para una apertura de f/1,y una sensibilidad ISO 100, que permita obtener una exposición correcta en condiciones óptimas.
Números guía más altos son debidos a flashes más potentes o a emulsiones más sensibles.

## Aplicación del Número Guía
Para una fotografía óptima con flash se conjugan una serie de variables, por lo que la fórmula completa queda:
NG = X (Distancia) × Número f / Raíz de (ISO/100)

### NG constante, variar número f[2]
Distancia = NG * {\displaystyle {\sqrt {ISO/100}}} / número f
Por ejemplo, un flash con número guía de 24 m a ISO 100 nos informa de que un plano situado a 6 m estará adecuadamente iluminado con una apertura de f/4, (pues 24 = 6 × 4). Para el mismo número guía, y una apertura de f/8, el flash debería estar a 3 m del sujeto (pues 24 = 3 × 8).

### Valor NG al variar ISO
En caso de alterar la sensibilidad, podemos calcular la variación del mismo teniendo en cuenta que si la sensibilidad se multiplica por n, el número guía se multiplica por {\displaystyle {\sqrt {n}}}. Por ejemplo, un flash con NG = 24 a 100 ISO, tendría NG = 48 a 400 ISO (pues 48 = 24 × {\displaystyle {\sqrt {4}}}). 

### Con la longitud focal de la lente
Un flash dotado de cabezal zoom puede adaptar el ángulo abarcado por el destello para iluminar una zona amplia en longitudes focales cortas (asociadas a grandes angulares) o emitir un haz estrecho en longitudes focales largas (posiciones de teleobjetivo). En ese caso, el flash llevará asociado un número guía para cada longitud focal. Si el fabricante resume la tabla con un solo número, suele dar el mayor de ellos, asociado a la distancia focal más larga.